# Aija Mayrock
Aija Mayrock, född 8 september 1995, är en amerikansk aktivist, talare och spoken-word-artist som engagerar sig mot mobbning och sexuella övergrepp.
Aija Mayrock växte först upp i New York och blev mobbad från 8 års ålder, för att hon läspade och att hennes intressen och utseende avvek från normen. När hon var i nedre tonåren flyttade hon med sin familj till Santa Barbara i Kalifornien. I Kalifornien blev hon inte utsatt lokalt, men de som utsatt henne i New York fortsatte, bland annat via internet, trots att hon flyttat. Samtidigt uppmärksammades självmord bland unga i USA som sattes i samband med mobbning och hon fick på sociala medier se en flicka som klätt ut sig till henne, med namnskylt, under Halloween. Det hade då gått lång tid sen hon flyttat, hon kände inte till flickan och hon reagerade på att ingen, inte heller vuxna, sade ifrån.
Frustrerad över händelserna började hon skriva om mobbning och känslan av utanförskap. Hon gjorde det i en form hon kallade "roem", ett teleskopord bildat av orden "rap" och "poem", det engelska ordet för dikt. Hon deltog också, och vann, en manusförfattartävling där hon själv hade huvudrollen och som handlade om mobbning och självmord.
Hennes roems inspirerade så småningom till en bok, The Survival Guide to Bullying: Written by a Teen, som hon gav ut på eget förlag vid 19 års ålder. Boken uppmärksammades av branschtidningen Publishers Weekly, vilket ledde till kontrakt med förlaget Scholastic. Framgångarna med boken ledde till att hon fick uppdrag som talare och inspiratör, samtidigt som hon började studera film på New York University, där hon tog examen 2019.
Våren 2020 gav hon ut sin andra bok, Dear Girl, som är en poesibok och titeln delar namn med ett av hennes roem om att bryta tystnadskulturen och stå upp för kvinnor som utsatts för övergrepp.